# Fires at Midnight
Albums de Blackmore's Night
Under a Violet Moon
(2001) Past Times with Good Company
(2002)
Fires at Midnight est le troisième album studio du groupe Blackmore's Night, sorti le 10 juillet 2001 chez SPV / Steamhammer .
L'album fera partie des dix meilleurs ventes en Allemagne. Les titres extraits en single sont The Times They Are a Changin, Home Again et All Because of You.
En décembre 2001, Fires At Midnight est finaliste au New Age Voice Award du meilleur album vocal de l'année.  En 2004, l'album devient disque d'or en République tchèque.
L'album est l'un des 10 best-sellers internationaux en Russie à l'automne 2001. Le single Times They Are A Changin, une reprise de Bob Dylan, restera dans le top 20 des tubes russes pendant plus de 9 semaines.

## Analyse des titres
Par rapport ses deux disques précédents, les parties de guitare électrique sont plus nombreuses sur cet album, tout en conservant une direction folk rock. En particulier, le titre homonyme incorpore un solo de guitare électrique de près de deux minutes.
I Still Remember et Crowning of the King sont des adaptations de pièces du compositeur de la renaissance Tielman Susato.
Le titre Fires at Midnight est inspiré d'un air traditionnel composé à l'époque médiévale par le roi d'Espagne Alphonse X et que Ritchie Blackmore avait joué en 1999 avec le groupe allemand de musique médiévale Des Geyers schwarzer Haufen sous le titre Göttliche Devise. En 2010, ce dernier figurera en titre bonus de l'édition japonaise de l'album Autumn Sky de Blackmore's Night.
Waiting for you est un arrangement de la célèbre Marche du prince du Danemark du compositeur anglais Jeremiah Clarke popularisée sous le nom Trumpet Voluntary et interprétée, entre autres, par le renommé trompettiste français Maurice André.
Praetorius (courante) est une pièce instrumentale du compositeur allemand Michael Praetorius.

## Liste des titres
| No  | Titre                                                | Auteur                                      | Durée |
| --- | ---------------------------------------------------- | ------------------------------------------- | ----- |
| 1.  | Written in the Stars                                 | Ritchie Blackmore, Candice Night            | 4:47  |
| 2.  | The Times They Are a-Changin' (reprise de Bob Dylan) | Bob Dylan                                   | 3:30  |
| 3.  | I Still Remember                                     | trad. par Tielman Susato, Blackmore, Night  | 5:39  |
| 4.  | Home Again                                           | Blackmore, Night                            | 5:25  |
| 5.  | Crowning of the King                                 | trad. par Tielman Susato, Blackmore, Night  | 4:29  |
| 6.  | Fayre Thee Well (Instrumental)                       | Blackmore                                   | 2:05  |
| 7.  | Fires at Midnight                                    | trad. par Alphonse X, Blackmore, Night      | 7:33  |
| 8.  | Hanging Tree                                         | Blackmore, Night                            | 3:44  |
| 9.  | The Storm                                            | Blackmore, Night                            | 6:08  |
| 10. | Mid Winter's Night                                   | trad., Blackmore, Night                     | 4:27  |
| 11. | All Because of You                                   | Blackmore, Night                            | 3:34  |
| 12. | Waiting Just for You                                 | trad. par Jeremiah Clarke, Blackmore, Night | 3:14  |
| 13. | Praetorius (Courante) (Instrumental)                 | trad. par Michael Praetorius                | 1:54  |
| 14. | Benzai-Ten                                           | Blackmore, Night                            | 3:49  |
| 15. | Village on the Sand                                  | Blackmore, Night                            | 4:54  |
| 16. | Again Someday                                        | Blackmore, Night                            | 1:42  |

| 1. | Possum's Last Dance (Instrumental, version européenne uniquement)                                                                      | 2:41 |
| 2. | Sake of Song (Face B du single européen The Times They Are a Changin' ainsi que sur les versions américaines et japonaises de l'album) | 3:13 |

## Musiciens
- Ritchie Blackmore : guitares électriques et acoustiques, vielle à roue, mandoline, batterie Renaissance, tambourin
- Candice Night : voix et chœurs, pennywhistle, chalemie, harpe, flûte à bec, cornemuse électronique
- Sir Robert of Normandie (Robert Curiano[11]) : basse, chœurs
- Carmine Giglio : claviers
- Chris Devine : violon, alto, flûtes à bec, flûte traversière
- Mike Sorrentino -:batterie
- Richard Wiederman : trompettes
- John Passanante : trombone
- Pat Regan : claviers
- Albert Dannemann : cornemuse sur All Because of you.

A noter la présence sur cet album du bassiste Sir Robert of Normandie (Robert Curiano) qui en 2015 deviendra membre (sous le nom Bob Nouveau) du groupe Rainbow, reformé par Ritchie Blackmore.

## Classements
| Charts (2001) | Position |
| ------------- | -------- |
| Allemagne     | 9        |
| Japon         | 20       |
| Autriche      | 32       |
| Suisse        | 81       |
| Royaume-Uni   | 138      |